# Предвиђања распада Совјетског Савеза
Крот историју је вило више људи и организација који су предвиђали распад Совјетског Савеза пре коначног распада СССР-а 1991. године
Валтер Лакуеур напомиње да су се „различити чланци који су се појавили у стручним часописима као што су Problems of Communism и Survey бавили распадом и могућим падом совјетског режима“. Неки Американци, посебно конзервативци, виде Стратешку одбрамбену иницијативу Роналда Регана не само као предвиђање већ и као узрок распада совјетске државе.
Да ли је неко одређено предвиђање било тачно још увек је предмет дебате, јер дају различите разлоге и различите временске оквире за распад Совјетског Савеза.

## Одбацивање могућности пропасти СССР

### Амерички аналитичари
Многи западни стручњаци одбацили су предвиђања о предстојећој пропасти Совјетског Савеза, и имала су мали утицај на мејнстрим совјетологију. На пример, Амалрикова књига била је „добродошла као дело бриљантно дело на Западу“, али „практично нико није тежио да је узме као политичко предвиђање“. До отприлике 1980. године, снагу Совјетског Савеза су критичари навелико прецењивали.
Године 1983, професор Универзитета Принстон Стивен Коен описао је совјетски систем као изузетно стабилан.
Централна обавештајна агенција је такође учестало преценила унутрашњу стабилност Совјетског Савеза и није предвидела брзину распада земље. Бивши DCI Стенсфилд Тарнер је 1991. године написао у америчком часопису Форин Аферс: „Не бисмо требали прећутати величину неуспјеха да предвидимо величину совјетске кризе...
На симпозијуму који је покренут ради рецензије француске књиге Мишела Гардера: L'Agonie du Regime en Russie Sovietique (The Death Struggle of the Regime in Soviet Russia), који је такође предвидео распад СССР-а, професор Универзитета Јејл Фредерик Ц. Баргурн одбацио је тезе Гардерове књиге као „најновије у дугом низу апокалиптичких предвиђања слома комунизма”. Он упозорава да су „велике револуције најређе и да су успешни политички системи жилави и прилагодљиви”. Осим тога, рецензент књиге, Мајкл Тату, није одобравао „апокалиптични карактер“ такве прогнозе и готово се извињавао што се према теми озбиљно односио.

## Предвиђања распада или колапса
Аналитичари, организације и политичари који су предвиђали да ће Совјетски Савез једног дана престати да постоји били су бројни.
Аустријски економиста Лудвиг фон Мизес је у својој књизи Социјализам: економска и социолошка анализа из 1922. године тврдио да ће совјетски систем на крају престати да постоји. Ова књига је објављена месецима пре него што је Лењин спровео Нову економску политику која је поново увела делимично приватно власништво у пољопривреди. Мизесова анализа била је заснована на проблему економске рачунице, критици централног планирања која је први пут изнета у чланцима објављеним 1920. године. Његов аргумент је био да ће Совјетски Савез бити све више неспособан да постави исправне цене за робу и услуге које производи.
Један од оснивача СССР-а, који је касније протерао Јосиф Стаљин, Лав Троцки је посветио велики део свог времена у егзилу посвећен питању будућности Совјетског Савеза. Временом је дошао до уверења да је нова револуција неопходна да би се збацила номенклатура и поново успоставила владавина радничке класе као први корак ка социјализму.
Године 1941. Адолф Хитлер и нацистичка Немачке одлучили су да нападну Совјетски Савез (операција Барбароса). У јуну 1941. немачки Вермахт и друге војне снаге Осовине напале су Совјетски Савез, а Црвена армија се повукла.
Војни посматрачи широм света су пажљиво посматрали. Чини се да је већина њих делила Хитлерово мишљење, очекујући да ће Немачка победити, уништити совјетски систем и успоставити нацистички нови поредак у Европи. Врло мало америчких стручњака је сматрало да ће Совјетски Савез опстатии као држава. Немачка инвазија је почела 22. јуна 1941. Након тога, Министарство рата Сједињених Америчких Држава је саветовало Френклина Д. Рузвелта да ће немачка војска освојити Совјетски Савез у року од једног до три месеца. У јулу 1941. амерички генералштаб је издао дописе америчкој штампи да се совјетски колапс може очекивати у року од неколико недеља. Британски аналитичари су били сличних ставова, верујући да ће Немачка победити у року од три до шест недеља без великих губитака. Предвиђања очекиваног совјетског пораза имала су важан утицај на председника Рузвелта; док Сједињене Америчке Државе у то време нису биле у рату, Рузвелт је фаворизовао савезнике (које су у то време првенствено представљали Британско царство и Совјетски Савез) и одлучио је да покуша да спречи распад СССР-а тако што је снабдевао муницију путем Закон о зајму и најму као и вршењем притисака на Јапан да не напада док је СССР тако рањив. Црвена армија је држала линију на периферији Москве (децембар 1941) и предвиђања  колапса Совјетског Савеза промењена су у „неизвесно“.
Џорџ Орвел, аутор књиге Животињска фарма и 1984, написао је 1946. да ће се „руски режим или демократизовати или ће пропасти“. Амерички историчар Роберт Конквест сматрао га је једним од првих људи који су дали такво предвиђање. У чланку историчара Конквеста објављеном 1969. године наводи се: „Временом се комунистички свет суочава са фундаменталном кризом. Не можемо са сигурношћу рећи да ће се демократизовати. Али све указује на то да ће се, како је Орвел рекао, или демократизовати или пропасти... Међутим, такође морамо бити спремни да се носимо са катаклизмичним променама..."
Амерички дипломата Џорџ Ф. Кенан је предложио своју чувену теорију задржавања 1946–47, тврдећи да ће се, ако се Совјетском Савезу не дозволи да се прошири, ускородоћи до распада СССР-а. САД би морале да предузму ово обуздавање саме и једнострано, али ако би то могле да ураде без поткопавања сопственог економског благостања и политичке стабилности, совјетска партијска структура би прошла кроз период огромног притиска који би на крају резултирао „или распадом или постепеног ублажавања совјетске власти“.
Кенан је касније пожалио због начина на који је његова теорија прихваћена и спроведена, али је теорија је ипак постала кључни елемент америчке стратегије, која се састојала од изградње низа војних савеза око СССР-а.

#### Винстон Черчил
Винстон Черчил је током своје политичке каријере понављао тврдње о скором паду Совјетског Савеза. Јануара 1920, он је осудио бољшевизам: „ ....Покушај да се те сулуде теорије спроведу у праксу може бити праћен само универзалном конфузијом, корупцијом, нередом и грађанским ратом." Касније је дао слично предвиђање у чланку у часопису 1931. године. После Другог светског рата, говорећи о недавно основаним совјетским сателитским државама у Источној Европи, он је 1954. изјавио: „Снаге људског духа и националног карактера које живе у тим земљама не могу се брзо угасити чак ни великим покретима становништва и масовним образовањем деце“. У епилогу једнотомног издања његових мемоара из Другог светског рата, објављених 1957. године, Черчил је написао: „Природне силе раде са већом слободом и већом могућношћу да оплоде и варирају мисли и моћ појединих мушкараца и жена. Они су далеко већи и савитљивији у огромној структури моћне империје него што је Маркс икада могао да замисли у својој колиби... Људско друштво ће расти у многим облицима које партијска машина не може схватити.“

#### Збигњев Бжежински
Збигњев Бжежински, саветник за националну безбедност америчког председника Џимија Картера, предвидео је распад Совјетског Савеза у неколико наврата. У интервјуу из 2006, Бжежински је изјавио да је у својој магистарској тези из 1950. године (која није објављена) тврдио да се „Совјетски Савез претварао да је јединствена држава, али је у ствари био мултинационална империја.“ Као академик на Универзитету Колумбија, Бжежински је написао бројне књиге и чланке који су „озбиљно разматрали опцију распада“, укључујући Dilemmas of Change in Soviet Politics (1969) и Between Two Ages: America's Role in the Technetronic Era (1970).
Dilemmas of Change in Soviet Politics садржале су четрнаест чланака који се баве будућношћу Совјетског Савеза. Шест њих, од самог Бжежинског, Роберта Конквеста, Мерла Фејнсода, Јуџина Лајонса, Ђорђа Галија и Исака Дон Левина, разматрале су „рапасд као озбиљну могућност, иако не одмах“.

Године 1989, непосредно пре пада Берлинског зида и колапса совјетске власти широм источне Европе, Бжежински је објавио The Grand Failure: The Birth and Decay of Communism in the Twentieth Century. У том делу је написао:
Марксисзам-лењинизам је ванземаљска доктрина коју је региону наметнула империјална сила чија је владавина културолошки одвратна народима којима доминирају. Као резултат тога, у току је процес органског одбацивања комунизма од стране источноевропских друштава — феномен сличан одбацивању трансплантираног органа од стране људског тела.“
Бжежински је даље тврдио да комунизам „није успео да узме у обзир основну људску жудњу за индивидуалном слободом“. Он је тврдио да постоји пет могућности за СССР:
1. Успешна плурализација
2. Дуготрајна криза
3. Обновљена стагнација
4. Државни удар (КГБ, Војск )
5. Експлицитни слом комунистичког режима

Опција #5 се у ствари догодила три године касније, али у време када је написао да је колапс у овој фази много удаљенија могућност од алтернативе #3: обновљена стагнација. Такође је предвидео да су шансе за постојање неког облика комунизма у Совјетском Савезу 2017. године биле нешто више од 50 одсто. Коначно, када дође крај за још неколико деценија, наводио је Бжежински, биће „највероватније турбулентно“.

#### Ференц Фаркаш де Кисбарнак
Ференц Фаркаш де Кисбарнак, мађарски генерал у егзилу и вођа Антибољшевичког блока народа (АБН), предвидео је распад Совјетског Савеза услед националистичких притисака. Од 12. до 14. јуна 1950. године, Конвенција АБН одржана је у Единбургу, Шкотска, под покровитељством Шкотске лиге за европску слободу. На конференцији је Фаркаш одржао говор под насловом „Рат против бољшевизма и војни фактори које представљају потчињени народи“ где је предвидео распад СССР-а по етничким линијама који ће на крају оставити европску Русију изолованом. Предвидио је евентуалну независност Украјине, балтичких држава, Туркестана, република Идел-Урала и Сибира. Трећа резолуција конвенције АБН даље позива на „уништење руског империјализма и гарантовање светског мира цепањем СССР-а и поновном успостављањем на етничким принципима, независних националних држава свих народа који живе под бољшевистичким угњетавањем, између осталог, имајући у виду да су читаве националне групе насилно депортоване и чекају тренутак када би могле да се врате у родну земљу“.

#### Шарл де Гол
Само неколицина мислилаца, од француског председника Шарла де Гола до совјетског дисидента Андреја Амалрика, предвиђала је евентуални распад Совјетског Савеза, а чак су и они сматрали да ће се то догодити као резултат катастрофалних ратова са Кином или притисака исламске совјетске државе у средњој Азији.
Дана 23. новембра 1959, у говору у Стразбуру, де Гол је објавио своју визију Европе: Oui, c'est l'Europe, depuis l'Atlantique jusqu'à l'Oural, c'est toute l'Europe, qui décidera du destin du monde. („Да, то је Европа, од Атлантика до Урала, то је Европа, цела Европа је та која ће одлучити о судбини света“) Ова фраза је тумачена на различите начине — с једне стране, као нуђење детанта СССР-у, са друге, као предвиђање колапса комунизма широм Источне Европе.

#### Конрад Аденауер
Конрад Аденауер је цитиран као неко ко је предвидео поновно уједињење Немачке још 1950-их, али према Ханс-Петеру Шварцу, у последњих неколико година Аденауеровог живота он је више пута говорио да ће совјетска власт трајати дуго.

Године 1966, на партијској конференцији демохришћана, Аденауер је изразио наду да би једног дана Совјети могли дозволити поновно уједињење Немачке. Неки аналитичари кажу да би се то могло сматрати предвиђањем:
Нисам изгубио наду. Једног дана ће Совјетска Русија признати да подела Немачке, а са њом и подела Европе, није у њеном интересу. Морамо да пазимо када дође тренутак... не смемо дозволити да остане неискоришћен.

#### Витакерс Чемберс
У постхумно објављеној књизи из 1964. под насловом Хладни петак, комунистички пребег Витакер Чејмберс је предвидео евентуални колапс Совјетског Савеза који почиње „ сателитском револуцијом“ у источној Европи. Ова револуција би онда резултирала трансформацијом совјетске диктатуре.

#### Роберт А. Мандел
Крајем 1960-их, економиста Роберт А. Мандел је предвидео распад СССР-а.

#### Мајкл Гардер
Мишел Гардер је био француски писац који је предвидео распад Совјетског Савеза у књизи L'Agonie du Regime en Russie Sovietique (Смртоносна борба режима у Совјетској Русији ) (1965). Као датум слома одредио је 1970. годину.

#### РАНД Цорпоратион
Године 1968. Егон Нојбергер, из РАНД корпорације, предвидео је да ће „централизована планирана економија на крају доживети пропаст, због своје видљиво растуће неефикасности као система за управљање економијом која се модернизује у свету који се брзо мења“.

#### Роберт Конквест
У књизи Dilemmas of Change in Soviet Politics, која је била збирка текстова више аутора, коју је уређивао Збигњев Бжежински, Роберт Конквест је у свом делу „Имобилизам и пропадање“ је видео „СССР као земљу у којој је политички систем радикално и опасно неприкладан за његову друштвену и економску динамику. Ово је формула за промену – промену која може бити изненадна и катастрофална.“

#### Сун Мјунг Мун
Сун Мјунг Мун, оснивач Цркве уједињења, више пута је предвиђао да је комунизам инхерентно мањкав и да ће се неизбежно урушити негде крајем 1980-их. У говору следбеницима у Паризу априла 1972. изјавио је:
„Комунизам, започет 1917. године, могао би се одржати отприлике 60 година и достићи свој врхунац. Дакле, 1978. је граница и после ће комунизам опасти; 70. године биће сасвим разорена. Ово је истина. Зато је сада време да га људи који проучавају комунизам напусте.“ 

#### Андреј Амалрик
Године 1969., истакнути дисидент Андреј Амалрик написао је у својој књизи Will the Soviet Union Survive Until 1984?:
Постоји још један снажан фактор који делује против шансе за било какву мирну реконструкцију и који је подједнако негативан за све нивое друштва: то је екстремна изолација у коју је режим ставио и друштво и себе. Ова изолација не само да је одвојила режим од друштва, и све секторе друштва једни од других, већ је земљу довела у екстремну изолацију од остатка света. Ова изолација је за све – од бирократске елите до најнижих друштвених нивоа – створила готово надреалистичну слику света и њиховог места у њему. Ипак, што дуже овакво стање ствари помаже да се одржава статус куо, то ће брже и одлучније бити његов колапс када суочавање са стварношћу постане неизбежно.
Андреј Амалрик је предвидео да ће до колапса режима доћи између 1980. и 1984. Година у наслову била је дата по истоименом роману.
Совјетске власти су биле скептичне. Нејтан Шарански је објаснио да су се „1984. званичници КГБ-а, када су дошли код мене у затвор“, када је поменуто Амалриково предвиђање, „насмејали овом предвиђању. Амалрик је одавно мртав, рекли су, али ми смо и даље веома присутни.“

#### Маријан Камил Џевановскi
Историчар Маријан Камил Џевановски „одржао је предавање под називом „Смрт совјетског режима“ у Руском истраживачком центру на Универзитету Харвард. Исто предавање одржано је на Универзитету Кембриџ у Енглеској 1971. и 1979. године. Текст предавања (под називом „Смрт совјетског режима: студија америчке совјетологије, историчар“) објављен је у Студијама совјетске мисли. Године 1980, он је „ажурирао ову студију и предао је као реферат на Међународном славистичком конгресу у Гармишу ; под називом „Будућност Совјетске Русије“, објављена је у Coexistence: An International Journal (Глазгов 1982)“.

#### Еммануел Тод
Емануел Тод је привукао пажњу 1976. када је предвидео пад Совјетског Савеза, на основу показатеља као што су повећање стопе морталитета новорођенчади и спољнотрговинских података у свом делу La chute finale: Essais sur la décomposition de la sphère Soviétique (Коначни пад: један есеј о распаду совјетске сфере). Тод је закључио да је Совјетски Савез стагнирао 1970-их и да је економски заостајао не само за Западом већ и за својим сопственим источноевропским сателитским државама. Поред тога, ниска стопа наталитета, растућа стопа самоубистава и незадовољство радника били су фактори све нижег нивоа продуктивности у привреди. Тод је такође предвидео да ће лоше спроведене политичке и економске реформе довести до распада Совјетског Савеза са отцепљењем неруских република.

#### Бернард Левин
Бернард Левин је 1992. скренуо пажњу на свој пророчки чланак првобитно објављен у Тајмсу у септембру 1977. године, у којем је направљено невероватно тачно предвиђање појављивања нових лица у Политбироу, што је резултирало радикалним, али мирним политичким променама.

#### Даниел ПатрицкДанијел Патрик Мојнихан
Амерички сенатор Данијел Патрик Мојнихан у серији чланака и интервјуа од 1975. надаље расправљао је о могућности, вероватноћи, распада Совјетског царства. Али Мојнихан је такође изразио став да се и либерална демократија суочава са неизвесном будућношћу. Он је у јануару 1975. тврдио да је Совјетски Савез толико слаб економски, и толико етнички подељен, да не може дуго да опстане. Међутим, рекао је да је „можда остало доста времена пре него што га етничка припадност разбије“. До 1984. он је тврдио да је „совјетска идеја потрошена. Историја се од њега удаљава запањујућом брзином.“ Неки од његових есеја објављени су као Secrecy: The American Experience 1999. године.

#### Самиздат
Различити есеји објављени у самиздату раних 1970-их заступали су сличне ставове, а неки су сасвим конкретно предвиђали крај Совјетског Савеза.

#### Хилел Тиктин/Критика
Марксиста Хилел Х. Тиктин је 1973. написао да совјетски „систем тоне све дубље у кризу“. Године 1976. насловио је чланак: "СССР: почетак краја?". Он је 1978. године предвидео да ће се Совјетски Савез „распасти и развити или до капитализма или до социјализма“. А 1983. написао је да се „систем ближи крају“.

#### Роналд Реган
Председник Сједињених Америчких Држава Роналд Реган је током своје предизборне кампање 1980. и првог мандата износио јавно гледиште да је Совјетски Савез јачао у односу на Сједињене Америчке Државе. Он је 1981. изјавио да је „Совјетски Савез био ангажован у највећем војном нагомилавању у историји човечанства“. и следеће године је изјавио да „све у свему, Совјетски Савез има дефинитивну маргину супериорности“ у односу на америчку војску.
Реганова администрација је користила уочену снагу Совјетског Савеза као аргумент да оправда значајно повећање буџетских средстава за војску. У својој студији Western Intelligence and the dissolution of the Soviet Union они тврде да је ова позиција Реганове администрације спречила америчке обавештајне агенције да предвиде пропаст СССР-а. Арбел и Еделист су даље тврдили да су аналитичари ЦИА-е били охрабрени да изнесу било какву информацију која преувеличава совјетску претњу и оправдава нагомилавање војске, док су супротни докази о совјетској слабости игнорисани, а они који су их износили стављени по страни.
У исто време Реган је изразио далекосежно гледиште да би Совјетски Савез на крају могао бити поражен. Председник Реган је 3. марта 1983. рекао Националној асоцијацији евангелиста у Орланду на Флориди: „Верујем да је комунизам још једно тужно, бизарно поглавље људске историје чије се последње—последње странице пишу чак и сада“.

#### Рави Батра
Економиста Рави Батра је предвидео распад СССР-а у својој књизи Пропаст капитализма и комунизма из 1978. године.

#### Џејмс Дејл Дејвидсон и Вилијам Рис-Мог
Џејмс Дејл Дејвидсон и Вилијам Рис-Мог су предвидели распад Совјетског Савеза у својој књизи The Great Reckoning раних 1980-их.

#### Анатолиј Голитсин
Године 1984. Анатолиј Голитсин, важан пребег КГБ-а, објавио је књигу New Lies For Ol, у којој је предвидео колапс комунистичког блока оркестрираног одозго; али није поменуо никакав могући распад самог СССР-а.
Он је тврдио да је овај колапс био део дугорочне стратегије обмане која је осмишљена да уљуљка Запад у лажни осећај безбедности, укине све политике обуздавања и временом коначно економски осакати и дипломатски изолује САД.
Између осталог, Голитсин је изјавио:
- „’Либерализација’ [у Совјетском Савезу] би била спектакуларна и импресивна. Формалне изјаве би могле бити дате о смањењу улоге комунистичке партије; њен монопол би очигледно био смањен“.
- „Ако би се [либерализација] проширила на Источну Немачку, могло би се чак размишљати о рушењу Берлинског зида.
- „Европски парламент би могао постати свеевропски социјалистички парламент са представницима Совјетског Савеза и источне Европе. „Европа од Атлантика до Урала“ би се показала као неутрална, социјалистичка Европа.

Мишљења о сарадњи могу се наћи у архиви поверљивих докумената које је прикупио Владимир Буковски, такође пребег.

#### П. Р. Саркар
Вођа култа Ананда Марге у Западном Бенгалу, П. Р. Саркар, предвидео је 1980-их да ће совјетски комунизам пасти са неколико удараца чекића. Он је навео „унутрашњи и спољашњи застој“ као главне слабости комунизма.

#### Рухолах Хомеини
Дана 7. јануара 1989, ајатолах Рухолах Хомеини, врховни вођа Ирана, послао је писмо Михаилу Горбачову, генералном секретару Совјетског Савеза. Ово писмо је била Хомеинијева једина писана порука страном лидеру. Хомеинијево писмо доставили су ирански политичари Абдолах Џавади-Амоли, Мохамед-Џавад Лариџани и Марзие Хадичи. Хомеини је у писму изјавио да се комунизам распада унутар совјетског блока и позвао је Горбачова да размотри ислам као алтернативу комунистичкој идеологији.